# Pangée prochaine
Pour les articles homonymes, voir Pangée (homonymie).

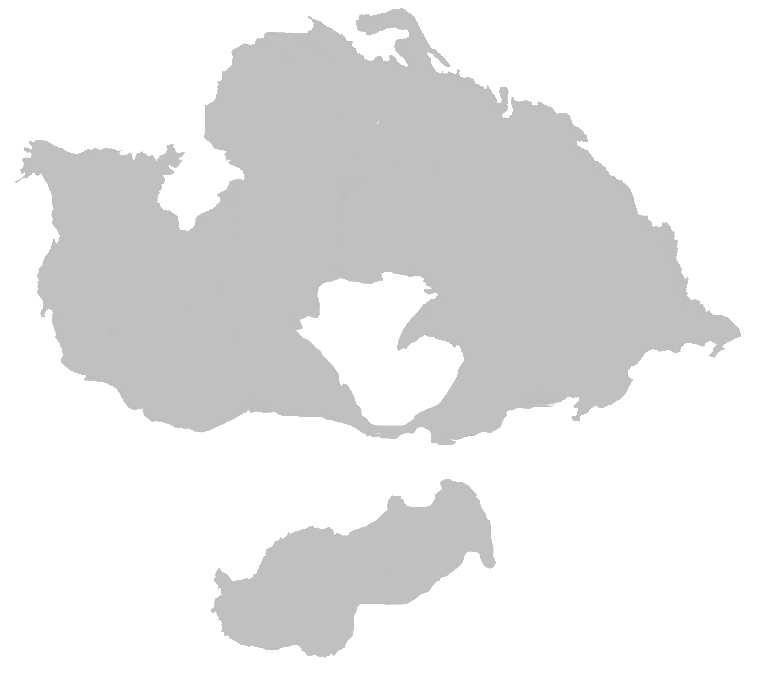
Représentation de la disposition supposée des terres émergées dans 250 millions d'années.

La Pangée prochaine est un hypothétique mais probable supercontinent qui pourrait apparaître dans 250 millions d'années par le rapprochement de l'Afrique, de l'Eurasie et des Amériques, suivi du collage de l'Australie et de l'Antarctique. Cette structure a d'abord été dénommée Pangée ultime par l'auteur de cette hypothèse Christopher Scotese, nom qu'il a ensuite modifié afin d'éviter qu'on pense qu'elle pourrait être la dernière.
L'hypothèse d'une Pangée prochaine est une alternative aux deux autres scénarios de l'Amasie et de la Nouvelle Pangée.

## Formation
La tectonique des plaques a expliqué la façon dont, à plusieurs reprises, les continents furent réunis en un supercontinent. Des scientifiques ont alors calculé, à partir des données connues de dérive des continents, une pangée future. Ce ballet de rapprochements et de séparations s'appelle le cycle de Wilson. Chaque phase dure de l'ordre de 400 à 500 Ma, ce qui laisse, depuis la formation de notre planète, la possibilité d'une dizaine de ces phases.

### Pangée prochaine: ultime ou future?
En toute rigueur, on ne peut affirmer qu'il s'agirait d'une Pangée « ultime », car plusieurs supercontinents se sont succédé au cours de l'histoire de la Terre, la Pangée dite de « Wegener », datant du Permien-Trias de 300 à 200 Ma, n'étant que la plus récente.
Le moteur de la tectonique des plaques est la production interne de chaleur de la Terre dont la principale source est la radioactivité. Même à cette époque future, lointaine à notre échelle d'espèce humaine, on peut prédire que la radioactivité globale de la Terre n'aura que peu diminué par rapport à notre époque et que la tectonique des plaques pourrait très bien continuer bien après cette époque, avec comme résultat un nouvel éclatement de cette « Pangée future ».